# Aram Ibrahim
Aram Ibrahim, född 13 juni 1977, är en svensk tidigare fotbollsspelare som bland annat spelade i Superettan med Gais (2001) och Jönköpings Södra IF (2006–2008).

## Biografi
Ibrahims moderklubb är Jönköpingsklubben Råslätts SK. Han spelade även för IK Tord innan han inför säsongen 2001 värvades av Gais i Superettan. Gais ramlade ur Superettan 2001, men Ibrahim stannade kvar i klubben även säsongen 2002, då man spelade i division II Västra Götaland.
Till säsongen 2003 återvände Ibrahim till hemstaden och Jönköpings Södra IF, också de i division II. Han var med och tog upp J-Södra till Superettan 2006, och spelade tre säsonger i Superettan innan han i augusti 2008 fick sparken av klubben av disciplinära skäl efter att ha protesterat kraftigt då en lagkamrat blev utvisad.
Till säsongen 2009 gick han till Tenhults IF i "nya" division II (fjärdedivisionen), och år 2010 återvände han till moderklubben Råslätts SK som spelande assisterande tränare till Daniel Culha. Inför säsongen 2013 skrev både Culha och Ibrahim på för Assyriska IK, där Ibrahim fortsatte som spelande assisterande tränare. Efter att ha tagit Assyriska IK upp i division III lämnade Ibrahim och Culha plötsligt klubben under sommaren 2014. 2015 gick Ibrahim tillbaka till Råslätt, där han återigen blev spelande assisterande tränare till Culha.